# Atletiek op de Paralympische Zomerspelen 2024 - 100 m vrouwen T11
De 100 meter voor vrouwen klasse T11 op de Paralympische Zomerspelen 2024 vond plaats op 2 september (series & halve finales) en 3 september (finale) in het Stade de France. Deze klasse is voor blinde atletes die volledig blind zijn of licht waarnemen, maar niet in staat zijn om de vorm van een hand op enige afstand te zien. T11 atletes lopen meestal met een gids. De winnares van 2020 was Linda Patricia Pérez López uit Venezuela die in 2024 door de Braziliaanse Jerusa Geber dos Santos werd opgevolgd. de Chinese Liu Cuiqing behaalde het zilver en Lorena Spoladore uit Brazilië won de bronzen medaille.

## Records
Voorafgaand aan het toernooi waren dit de wereldrecords en Paralympische records.
| Wereldrecord        | Brazilië Jerusa Geber Dos Santos | 11.85 | São Paulo      | 27 september 2019 |
| Paralympisch record | Groot-Brittannië Libby Clegg     | 11.91 | Rio de Janeiro | 9 september 2016  |

## Series
De winaars van de series kwalificeerden zich direct voor de halve finales. Van de overgebleven atletes kwalificeerden bovendien de snelste zich voor de halve finale.

#### Serie 1
| Rang | Baan | Naam                                           | Naam | Tijd  | Bijz. |
| ---- | ---- | ---------------------------------------------- | ---- | ----- | ----- |
| 1    | 5    | Lorena Spoladore Renato Costa (gids)           | BRA  | 12.11 | Q, SB |
| 2    | 1    | Lahja Ishitile Sem Shimanda (gids)             | NAM  | 12.12 | q,    |
| 3    | 3    | Asila Mirzayorova Abduvokhid Mirzayorov (gids) | UZB  | 13.08 | PB    |
| 4    | 7    | Rosario Coppola Juan Jasid (gids)              | ARG  | 14.05 | PB    |

### Serie 2
| Rang | Baan | Naam                                                    | Naam | Tijd  | Bijz. |
| ---- | ---- | ------------------------------------------------------- | ---- | ----- | ----- |
| 1    | 3    | Jerusa Geber dos Santos Gabriel Aparecido Santos (gids) | BRA  | 12.57 | Q     |
| 2    | 5    | Alba García Falagán Diego Folgado (gids)                | ESP  | 12.90 | SB    |
| 3    | 7    | Arjola Dedaj Alessandro Galbiati (gids)                 | ITA  | 13.13 |       |

### Serie 3
| Rang | Baan | Naam                                        | Naam | Tijd  | Bijz. |
| ---- | ---- | ------------------------------------------- | ---- | ----- | ----- |
| 1    | 5    | Zhou Guohau Gu Dengpu (gids)                | CHN  | 12.28 | Q, SB |
| 2    | 3    | Juliana Moko Abraao Sapalo (gids)           | ANG  | 12.51 | q, PB |
| 3    | 7    | Jhulia Dos Santos Patrick Souza (gids)      | BRA  | 12.56 | q     |
| –    | 1    | Na Brinbamde Domingas Kilsman Semedo (gids) | GBS  | DSQ   | R19.4 |

### Serie 4
| Rang | Baan | Naam                                              | Naam | Tijd  | Bijz. |
| ---- | ---- | ------------------------------------------------- | ---- | ----- | ----- |
| 1    | 7    | Liu Cuiqing Chen Shengming (gids)                 | CHN  | 12.15 | Q     |
| 2    | 3    | Linda Patricia Pérez López Álvaro Cassiani (gids) | VEN  | 12.24 | q, SB |
| 3    | 5    | Fathimath Ibrahim                                 | MDV  | 17.10 | PB    |
| –    | 1    | Delya Boulaghlem Harold Achi-Yao (gids)           | FRA  | DSQ   | R19.4 |

## Halve finales
De winaars van de series kwalificeerden zich direct voor de finale. Van de overgebleven atletes kwalificeerde bovendien de snelste zich voor de finale.

### Halve finale 1
| Rang | Baan | Naam                                 | Naam | Tijd  | Bijz. |
| ---- | ---- | ------------------------------------ | ---- | ----- | ----- |
| 1    | 5    | Lorena Spoladore Renato Costa (gids) | BRA  | 12.07 | Q, SB |
| 2    | 7    | Lahja Ishitile Sem Shimanda (gids)   | NAM  | 12.19 |       |
| 3    | 3    | Zhou Guohau Gu Dengpu (gids)         | CHN  | 12.25 | SB    |
| 4    | 1    | Juliana Moko Abraao Sapalo (gids)    | ANG  | 12.56 |       |

### Halve finale 2
| Rang | Baan | Naam                                                    | Naam | Tijd  | Bijz. |
| ---- | ---- | ------------------------------------------------------- | ---- | ----- | ----- |
| 1    | 3    | Jerusa Geber dos Santos Gabriel Aparecido Santos (gids) | BRA  | 11.80 | Q, WR |
| 2    | 5    | Liu Cuiqing Chen Shengming (gids)                       | CHN  | 12.06 | q     |
| 3    | 7    | Linda Patricia Pérez López Álvaro Cassiani (gids)       | VEN  | 12.19 | q, SB |
| 4    | 1    | Jhulia Dos Santos Patrick Souza (gids)                  | BRA  | 12.58 |       |

## Finale
| Rang   | Baan | Naam                                                    | Naam | Tijd  | Bijz. |
| ------ | ---- | ------------------------------------------------------- | ---- | ----- | ----- |
| Goud   | 3    | Jerusa Geber dos Santos Gabriel Aparecido Santos (gids) | BRA  | 11.83 |       |
| Zilver | 7    | Liu Cuiqing Chen Shengming (gids)                       | CHN  | 12.04 |       |
| Brons  | 5    | Lorena Spoladore Renato Costa (gids)                    | BRA  | 12.14 |       |
| 4      | 1    | Linda Patricia Pérez López Álvaro Cassiani (gids)       | VEN  | 12.27 |       |